# Junior Eurovision Song Contest 2006
Junior Eurovision Song Contest 2006 blev afholdt den 2. december 2006 i Rumæniens hovedstad, Bukarest. Før konkurrencen havde Danmark, Norge og Storbritannien trukket sig på grund af uenigheder om det etiske regelsæt for deltagerne. Ukraine og Portugal deltog i konkurrencen for første gang.
Vinder blev Tolmachevy Twins fra Rusland med sangen "Vesenniy Jazz".
Danmark, Sverige og Norge holdt i november et nordisk MGP (afholdt en gang før i 2002) kaldet MGP Nordic. 

## Deltagende lande
De 15 lande der deltog var:
| Nr. | Land           | Artist                                | Sang                                          | Sprog            | Dansk oversættelse       | Plads | Points |
| --- | -------------- | ------------------------------------- | --------------------------------------------- | ---------------- | ------------------------ | ----- | ------ |
| 01  | Portugal       | Pedro Madeira                         | "Deixa-me sentir"                             | Portugisisk      | Lad mig føle             | 14    | 22     |
| 02  | Cypern         | Luis Panagiotou & Christina Christofi | "Agoria koritsia" (Αγόρια κορίτσια)           | Græsk            | Drenge, piger            | 8     | 58     |
| 03  | Holland        | Kimberly                              | "Goed"                                        | Nederlandsk      | Godt                     | 12    | 44     |
| 04  | Rumænien       | New Star Music                        | "Povestea mea"                                | Rumænsk          | Min rødme                | 6     | 80     |
| 05  | Ukraine        | Nazar Slyusarchuk                     | "Khlopchyk Rock 'n' Roll" (Хлопчик рок н рол) | Ukrainsk         | Drenge-Rock ‘n’ Roll     | 9     | 58     |
| 06  | Spanien        | Dani Fernández                        | "Te doy mi voz"                               | Spansk           | Jeg giver dig min stemme | 4     | 90     |
| 07  | Serbien        | Neustrašivi učitelji stranih jezika   | "Učimo strane jezike" (Учимо стране језике)   | Serbisk, Engelsk | Vi lærer fremmedsprog    | 5     | 81     |
| 08  | Malta          | Sophie Debattista                     | "Extra Cute"                                  | Engelsk          | Ekstra nuttet            | 11    | 48     |
| 09  | Nordmakedonien | Zana Aliu                             | "Vljubena" (Вљубена)                          | Makedonsk        | Forelsket                | 15    | 14     |
| 10  | Sverige        | Molly Sandén                          | "Det finaste någon kan få"                    | Svensk           | Det fineste nogen kan få | 3     | 116    |
| 11  | Grækenland     | Chloe Sofia Boleti                    | "Den peirazei" (Δεν πειράζει)                 | Græsk            | Lige meget               | 13    | 35     |
| 12  | Hviderusland   | Andrey Kunets                         | "Noviy den" (Новый день)                      | Russisk          | Ny dag                   | 2     | 129    |
| 13  | Belgien        | Thor!                                 | "Een tocht door het donker"                   | Nederlandsk      | En tur gennem mørket     | 7     | 71     |
| 14  | Kroatien       | Mateo Đido                            | "Lea"                                         | Kroatisk         | Lea                      | 10    | 50     |
| 15  | Rusland        | Tolmachevy Twins                      | "Vesenniy Jazz" (Весенний джаз)               | Russisk          | Vinter Jazz              | 1     | 154    |